# Solis (Unternehmen)
Die Solis of Switzerland AG mit Hauptsitz in Glattbrugg ZH (Gemeinde Opfikon) ist ein Schweizer Haushaltsgerätehersteller. Das Unternehmen stellt Geräte in den Bereichen Haushalt, Kaffee, Beauty und Klima her. Die ursprünglich in Zürich angesiedelte Produktion findet heute meistens in China statt, vertrieben werden die Produkte inzwischen weltweit.

## Geschichte
1908 gründete Dr. W. Schaufelberger zwecks Produktion und Vertrieb seines Heizkissens die Firma SOLIS AG. In den folgenden Jahren wurde die Produktionspalette erweitert, 1933 begann in Zürich die Produktion des ersten Solis Haartrockners.
Einem Aufruf des Bundesrates folgend, verlegte Solis 1943 seine Produktion in den wirtschaftlich geschwächten Kanton Tessin, wo sie heute noch angesiedelt ist. In den 1950er Jahren wurde Solis international aktiv und war besonders in den USA und später in Japan mit Haartrocknern erfolgreich.
Als in Deutschland die erste Filterkaffeemaschine vorgestellt wurde, übernahm Solis deren Vertrieb für die Schweiz, die Wigomat 120 RS wurde als Solis matic RS 120 verkauft. 1985 brachte das Unternehmen zusammen mit Saeco den weltweit ersten Espresso-Vollautomaten für den Haushalt auf den Markt. 1993 wurde in Mendrisio das Produktions- und Dienstleistungszentrum Centro Solis eröffnet.
Solis of Switzerland AG wurde im Jahr 2016 aus dem Handelsregister gelöscht.

## Produkte

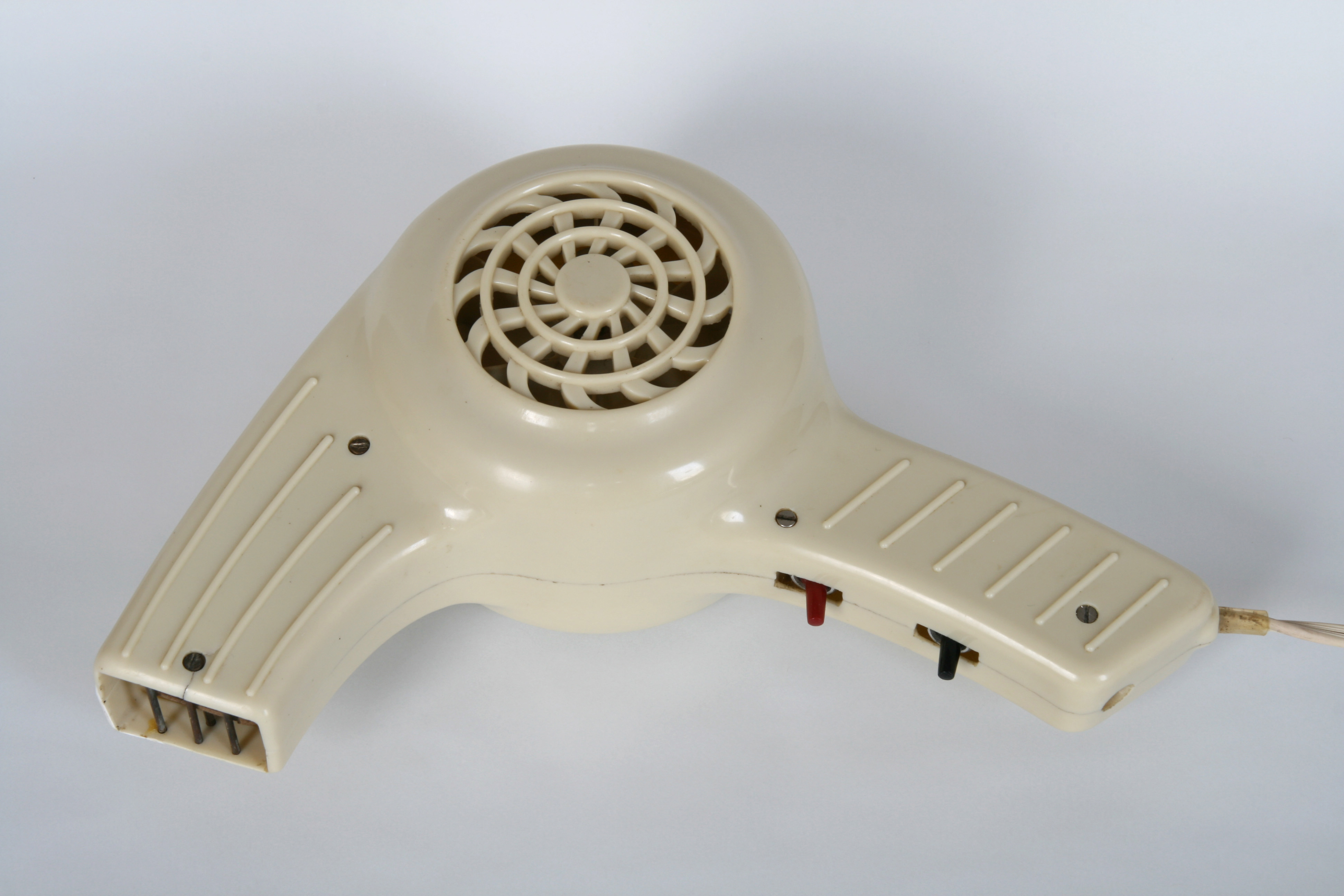
Ein Solis-Föhn aus Bakelit, ca. 1958

- Haushalt (Auswahl): Vakuumiergeräte, Tellerwärmer, Elektrogrill, Entsafter, Toaster, Reiskocher
- Kaffee: Espressomaschinen, Kaffeemahlwerke
- Beauty (Auswahl): Heizkissen, Haartrockner
- Klima: Ventilatoren, Heizgeräte, Luftbefeuchter